# Nishi-ku (Saitama)
Pour les articles homonymes, voir Nishi-ku.
Nishi (西区, Nishi-ku) est un arrondissement de la ville de Saitama, située dans la préfecture de Saitama, au Japon.

## Géographie

### Situation
Nishi-ku est situé dans l'ouest de la ville de Saitama, dans la préfecture de Saitama, au Japon.

### Démographie
Au 1er avril 2017, la population de Nishi-ku comptait 88 169 habitants (6,9 % de la population de la ville de Saitama) répartis sur une superficie de 29,12 km2.

## Histoire
L'arrondissement a été créé en 2003 lorsque Saitama est devenue une ville désignée par ordonnance gouvernementale. Avant 2001, le territoire occupé par Nishi-ku faisait partie de l'ancienne ville d'Ōmiya.

## Transports
L'arrondissement est desservi par la ligne Kawagoe de la JR East.